# 国府地区 (徳島市)
国府地区（こくふちく）は、徳島県徳島市西部の地区である。

## 地理
1967年に徳島市に編入された名東郡旧国府町を南北に3分した南部にあたる。さらに1954年までの市町村では、名東郡旧国府町の全域と、名西郡入田村の一部（現 国府町西矢野）に当たる。
鮎喰川左岸（北西）に広がる低地だが、南西端の国府町西矢野は扇状地と山地である。
JR徳島線と国道192号が中央部を東西に貫く。

### 地形
| 山     | 標高  | 解説                                                                             |
| ------ | ----- | -------------------------------------------------------------------------------- |
| 気延山 | 212 m | 入田地区・名西郡石井町との境にある。源義経ゆかりの地。麓には阿波史跡公園がある。 |
| 辰ヶ山 | 197 m | 入田地区・上八万地区との境界付近に位置する（山頂は入田側）。                     |

| 河川   | 解説                                 |
| ------ | ------------------------------------ |
| 鮎喰川 | 吉野川の支流。加茂名地区との地区境。 |
| 飯尾川 | 鮎喰川の支流。                       |
| 逆瀬川 | 飯尾川の支流。                       |

### 隣接する地区
徳島市外は地区の代わりに町村。
加茂名地区とは鮎喰川を挟み、橋で結ばれている。

### 大字
人口は徳島市による推計（2011年6月）。
| 大字         | 読み           | 人口     | 備考                                  |
| ------------ | -------------- | -------- | ------------------------------------- |
| 国府町矢野   | やの           | 702人    |                                       |
| 国府町西矢野 | にしやの       | 686人    |                                       |
| 国府町延命   | えんめい       | 376人    |                                       |
| 国府町府中   | こう           | 2,433人  |                                       |
| 国府町中     | なか           | 1,980人  |                                       |
| 国府町観音寺 | かんおんじ     | 1,292人  |                                       |
| 国府町早淵   | はやぶち       | 1,609人  |                                       |
| 国府町南岩延 | みなみいわのぶ | 1,292人  |                                       |
| 国府町和田   | わだ           | 2,299人  |                                       |
| 国府町北岩延 | きたいわのぶ   | 228人    |                                       |
| その他       |                | 18人     | 世帯数3未満の和田・北岩延の小字の合計 |
| 計           |                | 12,915人 |                                       |

## 歴史
- 0646年00月00日 - 阿波国が新設され、現 国府町府中の大御和神社に阿波国府が設置された。
- 0741年00月00日 - 阿波国分寺が設置された。
- 0896年00月00日 - 名方郡が名東郡と名西郡に分割。
- 0000年00月00日 - 府中などが新設された以西郡に分割。
- 1664年00月00日 - 以西郡が廃止され名東郡に戻った。
- 1889年10月01日 - 町村制施行に伴い、名東郡観音寺村・府中村・中村・矢野村・延命村・早淵村・和田村・南岩延村・北岩延村が合併し、国府村が成立。
- 1899年02月16日 - 府中駅が開設。
- 1908年07月01日 - 国府村が国府町に移行。
- 1953年00月00日 - 昭和の大合併に際し、国府町が北井上村・南井上村・入田村との1町3村での合併案を採用[2]。
- 1955年01月01日 - 名西郡入田村（入田・矢野）が廃止され、入田が徳島市に、矢野が国府町に（国府町矢野はすでにあったため西矢野として）分割編入。
- 1955年02月01日 - 国府町・北井上村・南井上村が合併し、新 国府町が発足。
- 1967年01月01日 - 国府町が徳島市に編入。

## 交通

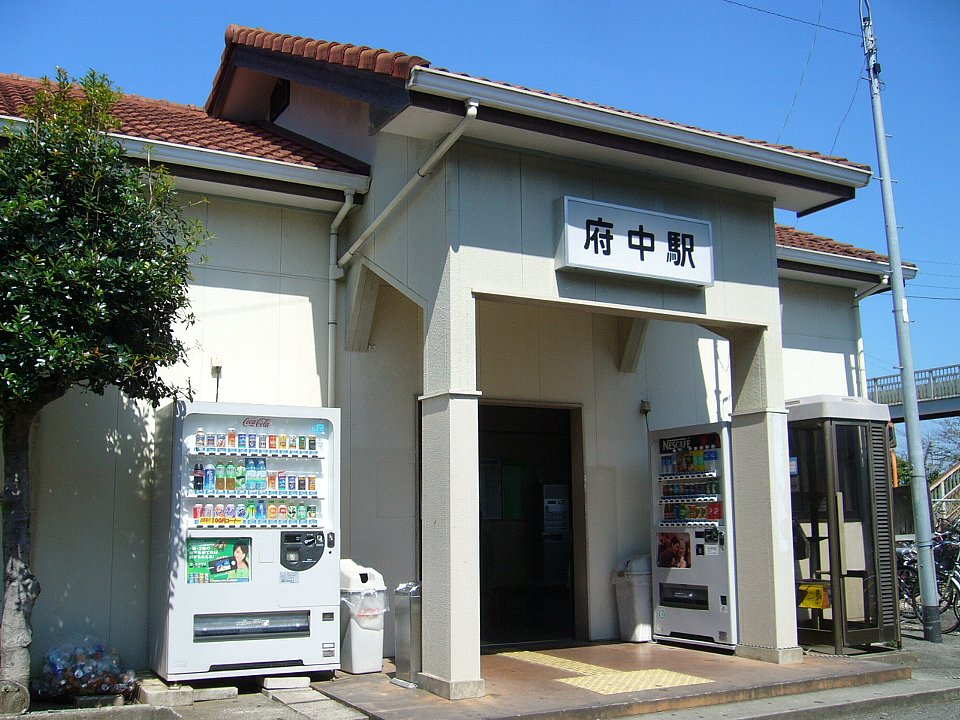
府中駅

### 鉄道路線
- 四国旅客鉄道（JR四国）
  - 徳島線 府中駅

### 道路
- 一般道路
  - 国道192号 - 地区を東西に貫く。
- 都道府県道（網羅していない可能性あり）
  - 徳島県道29号徳島環状線 - 地区を南北に貫く。
  - 徳島県道30号徳島鴨島線 - 北端部を通る。
  - 徳島県道123号神山国府線 - 国道から分岐し入田へ向かう。
  - 徳島県道205号西黒田府中線 - 国道から分岐し鮎喰川河岸をゆく。
  - 徳島県道206号西黒田中村線
  - 徳島県道207号鬼籠野国府線

### 橋
| 橋       | 川     | 町           | 対岸の地区 | 対岸の町 | 道路      |
| -------- | ------ | ------------ | ---------- | -------- | --------- |
| 上鮎喰橋 | 鮎喰川 | 国府町南岩延 | 加茂名地区 | 鮎喰町   | 国道192号 |
| 中鮎喰橋 | 鮎喰川 | 国府町南岩延 | 加茂名地区 | 中島田町 | 県道30号  |

## 施設

### 教育機関
| 学校名               | 所在地                    | 解説                                         |
| -------------------- | ------------------------- | -------------------------------------------- |
| 徳島市国府中学校     | 徳島市国府町府中68番地の1 |                                              |
| 徳島市国府小学校     | 徳島市国府町中61番地の1   |                                              |
| 徳島市国府幼稚園     | 徳島市国府町中62-2        |                                              |
| 白うめ幼稚園         | 徳島市国府町矢野字原地65  | 学校法人原学園運営の私立幼稚園。             |
| 徳島県立国府支援学校 | 徳島市国府町矢野字松木348 | 公立の養護学校（特別支援学校）。             |
| 徳島県立あさひ学園   | 徳島市国府町中360-1       | 児童福祉法に基づき設立された知的障害児施設。 |

### 宗教施設
常楽寺
四国八十八箇所霊場の第十四番札所。延命院（えんめいいん）と号す。宗派は高野山真言宗、本尊は弥勒菩薩。
阿波国分寺
四国八十八箇所霊場の第十五番札所。薬王山（やくおうさん）、金色院（こんじきいん）と号す。宗派は曹洞宗。本尊は薬師如来。
観音寺
四国八十八箇所霊場の第十六番札所。光耀山（こうようざん）、千手院（せんじゅいん）と号す。宗派は高野山真言宗、本尊は千手観世音菩薩。
慈眼寺
常楽寺の奥の院。
興禅寺
アジサイの名所として知られる。
大御和神社
阿波國総社であったと言われる。一般に「府中宮（こうのみや）」と呼ばれる。旧県社。
八倉比売神社
旧県社。式内社（名神大社）。阿波国一宮の「天石門別八倉比売神社」の論社の1つ。
八幡総社両神社

### 史跡・名所
阿波史跡公園
1993年に徳島市制100周年記念で造られた公園で、国府町の活性化と文化的な都市づくりを目的に設置された。
徳島市立考古資料館
阿波史跡公園内にある考古資料館。
こくふ街角博物館
国府地区にある博物館群。
阿波の藍染しじら館
藍染めとしじら織に関する施設。
阿波木偶館
人形師天狗久の流れを受け継ぐ人形師、田村恒夫の自宅兼工房。
徳島市天狗久資料館
人形師・天狗久に関する資料館。
舌洗池
源義経ゆかりの池。

### 画像
- 常楽寺
- 阿波国分寺
- 観音寺
- 八倉比売神社
- 阿波史跡公園
- 徳島市立考古資料館

## 出身者
- 初代天狗久 (1858–1943) - 人形師